# Dupuis

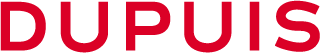
A logo da editora atual em 2021

Dupuis é uma editora de banda desenhada franco-belga, criada pelo, à altura, impressor Jean Dupuis em 1898 na cidade belga de Charleroi.
Jean Dupuis tornou-se editor em 1922 e lançou uma série de romances ilustrados, Les Bonnes Soirées e em 1924, um jornal humorístico chamado Le Moustique que seria rebatizado depois da primeira grande guerra como Télémoustique.
Em 1938, criou um jornal vocacionado para os jovens e confiou a sua direcção aos seus filhos, Charles e Paul, o seu nome era Le Journal de Spirou, um magazine de banda desenhada que foi lançada a 21 de abril de 1938 com os personagens Gaston Lagaffe, Lucky Luke, Tif et Tondu, Les Schtroumpfs, Boule et Bill, Gil Jourdan e Buck Danny.
O primeiro álbum de banda desenhada das "Éditions Dupuis", foi Bibor et Tribar de Rob-Vel, lançado em 1940.
Em 1985, a sociedade foi vendida ao Groupe Bruxelles Lambert passando a fazer parte da Hachette e das Éditions Mondiales.
Em 1995 foi publicado o numero 3 000 Le Journal de Spirou.
em 2004, a Dupuis passou a fazer parte do Groupe Dargaud controlado pela Média-Participations.